# 18-й округ департамента Нор
18-й избирательный округ департамента Нор включает восемьдесят четыре коммуны округа Камбре, в том числе город Камбре. Общая численность избирателей, включённых в списки для голосования в 2017 г. - 91 575 чел.
До 2012 г. в состав 18-го округа входили четыре кантона: Камбре-Вест, Камбре-Эст, Клари, Маркуэн. 
Действующим депутатом Национального собрания по 18-му округу является Ги Брику (Союз демократов и независимых).
|  | Начало срока      | Конец срока       | Депутат               | Партия                             |
|  | ----------------- | ----------------- | --------------------- | ---------------------------------- |
|  | 21 июня 2017 г.   | н/вр              | Ги Брику              | Союз демократов и независимых      |
|  | 18 июня 2012 г.   | 20 июня 2017 г.   | Франсуа-Ксавье Виллен | Разные правые                      |
|  | 26 июня 2007 г.   | 17 июня 2012 г.   | Франсуа-Ксавье Виллен | Разные правые                      |
|  | 19 июня 2002 г.   | 25 июня 2007 г.   | Франсуа-Ксавье Виллен | Разные правые                      |
|  | 12 июня 1997 г.   | 18 июня 2002 г.   | Бригитта Дуэ          | Социалистическая партия            |
|  | 02 апреля 1993 г. | 21 апреля 1997 г. | Клод Прингаль         | Объединение в поддержку Республики |
|  | 23 июня 1988 г.   | 01 апреля 1993 г. | Жан Ле Гарре          | Социалистическая партия            |
|  | 02 июля 1981 г.   | 01 апреля 1986 г. | Жан Ле Гарре          | Социалистическая партия            |
|  | 03 апреля 1978 г. | 22 мая 1981 г.    | Жак Лежандр           | Объединение в поддержку Республики |
|  | 02 апреля 1973 г. | 02 апреля 1978 г. | Жак Лежандр           | Объединение в поддержку Республики |

## Результаты выборов
Выборы депутатов Национального собрания 2017 г.:
|                | Кандидат             | Партия                        | Первый тур | Первый тур     | Второй тур | Второй тур |
| Кол-во голосов | Кандидат             | Партия                        | % голосов  | Кол-во голосов | % голосов  |            |
| -------------- | -------------------- | ----------------------------- | ---------- | -------------- | ---------- | ---------- |
|                | Ги Брику             | Союз демократов и независимых | 13 232     | 31,45          | 21 669     | 63,67      |
|                | Клер Поммероль-Бюрле | Вперёд, Республика!           | 10 684     | 25,40          | 12 363     | 36,33      |
|                | Мелани Дидье         | Национальный фронт            | 10 234     | 24,33          |            |            |
|                | Тереза-Мари Кадрон   | Непокорённая Франция          | 5071       | 12,05          |            |            |
|                | Тома Фремон          | Европа Экология Зелёные       | 1416       | 3,37           |            |            |
|                | Розелла Мило         | Вставай, Франция              | 615        | 1,46           |            |            |
|                | Готье Тери           | Крайне левые                  | 612        | 1,45           |            |            |
| Прочие         | Прочие               | Прочие                        |            | менее 1 %      |            |            |

Выборы депутатов Национального собрания 2012 г.:
|                | Кандидат              | Партия                  | Первый тур | Первый тур     | Второй тур | Второй тур |
| Кол-во голосов | Кандидат              | Партия                  | % голосов  | Кол-во голосов | % голосов  |            |
| -------------- | --------------------- | ----------------------- | ---------- | -------------- | ---------- | ---------- |
|                | Франсуа-Ксавье Виллен | Разные правые           | 22 541     | 43,73          | 28 541     | 57,63      |
|                | Мартин Фийёль         | Социалистическая партия | 16 604     | 32,22          | 20 982     | 42,37      |
|                | Самуэль Ленклю        | Национальный фронт      | 7635       | 14,81          |            |            |
|                | Брижитт Лефевр        | Левый фронт             | 3344       | 6,49           |            |            |
|                | Пьер Лаперель         | Партия зелёных          | 892        | 1,73           |            |            |
| Прочие         | Прочие                | Прочие                  |            | менее 1 %      |            |            |

Выборы депутатов Национального собрания 2007 г.:
|                | Кандидат              | Партия                            | Первый тур | Первый тур     | Второй тур | Второй тур |
| Кол-во голосов | Кандидат              | Партия                            | % голосов  | Кол-во голосов | % голосов  |            |
| -------------- | --------------------- | --------------------------------- | ---------- | -------------- | ---------- | ---------- |
|                | Франсуа-Ксавье Виллен | Разные правые                     | 22 512     | 48,03          | 26 519     | 57,45      |
|                | Брижитт Дуэ           | Социалистическая партия           | 11 985     | 25,57          | 19 641     | 42,55      |
|                | Колетт Дессен         | Коммунистическая партия           | 3016       | 6,43           |            |            |
|                | Мелани Дидье          | Национальный фронт                | 2893       | 6,17           |            |            |
|                | Сильвен Трануа        | Союз за французскую демократию    | 2774       | 5,92           |            |            |
|                | Ева Глатковски        | Крайне левые                      | 817        | 1,74           |            |            |
|                | Шанталь Мальпо-Дюпон  | Партия зелёных                    | 713        | 1,52           |            |            |
|                | Дени Биттнер          | Охота, рыбалка, природа, традиции | 672        | 1,43           |            |            |
|                | Даниель Гримонпре     | Экологисты                        | 546        | 1,16           |            |            |
|                | Элен Жаниссе          | Крайне левые                      | 514        | 1,10           |            |            |
| Прочие         | Прочие                | Прочие                            |            | менее 1 %      |            |            |